# سمك وراطة الحولة
سمكة وراطة الحولة (الاسم العلمي:  Acanthobrama hulensis) أو (Hula Bream) هي أحد أنواع شعاعيات الزعانف من فصيل الشبوطيات. موطنها الطبيعي هو المستنقعات وبحيرات المياه العذبة في بحيرة الحولة. وكان آخر تواجد معروف لسمكة وراطة الحولة في 1975. هذه السمكة مشابهة للسردين، أدى التجفيف المتعمد لبحيرة الحولة في الخمسينيات من القرن التاسع عشر إلى انقراض هذا النوع بالإضافة إلى العديد من الأنواع كالسمك البلطي.

## الوصف
يصل طول هذا النوع إلى 23 سم (9.1 انش) حيث تتغدى بالقرب من القاع (متغدي سفلي) على الرخويات والقاعيات. حيث يحدث الإخصاب الخارجي في الأشهر ما بين شباط ونيسان.